# Успенский монастырь (Орша)
Успе́нский монасты́рь — православный женский монастырь в городе Орша (Белоруссия), находится в юрисдикции Белорусского экзархата Русской православной церкви.

## Кутеинский Успенский монастырь
Основан в 1631 году княгиней Анной Огинской (матерью Богдана Стеткевича-Завирского), передавшей на содержание монастыря часть своих землевладений с деревней Свистелки, благодаря чему в некоторых источниках обитель упоминается как Свистёльская.

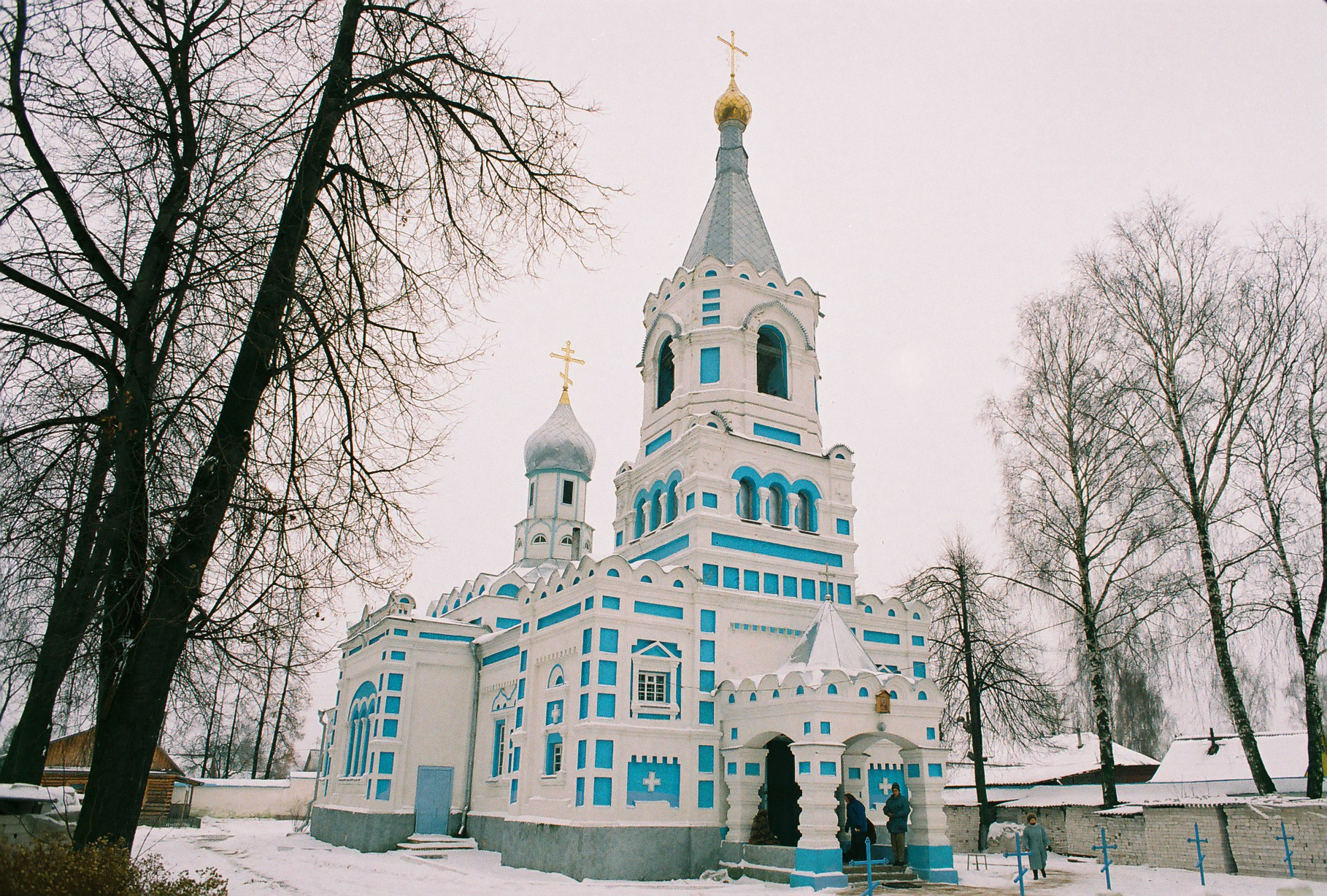
Свято-Ильинская церковь, при которой началось возрождение монастыря

В монастыре было несколько деревянных церквей и прочие монастырские постройки. Также, в монастыре находилась двухъярусная брама-звонница с каменным нижним ярусом.
В 1655 году был возведён каменный Успенский собор. В 1691 году построена кирпичная церковь Рождества Пресвятой Богородицы, которая просуществовала более двух столетий и была уничтожена в середине 1950-х годов. С основания и до 1773 года монастырь входил в состав Киевской епархии. В 1920-е годы монастырь был закрыт, храм использовался под склад и коптильню. Успенский собор монастыря вновь был открыт со времени Великой Отечественной войны. В настоящее время на месте монастыря построены многоэтажные дома и находится средняя школа № 20.
В XVIII—XX веках в обители находилась чудотворная икона Божьей Матери «Казанская», от которой происходили исцеления. В день памяти которой 8 июля (ст.ст.) в обитель из разных губерний стекалось до 8000 богомольцев. Этот образ неоднократно хотели выкрасть католические монахи.
После закрытия монастыря советской властью, сестры обители несли послушание при Свято-Ильинской церкви.

## Современный Успенский монастырь
Монастырь возобновил свою деятельность в 1996 году на новом месте при Свято-Ильинской церкви (построена в 1880 году на месте сгоревшей деревянной начала XVI века), которая была полностью отремонтирована. Был построен новый двухэтажный корпус для сестёр. В 2006 году было завершено строительство и состоялось освящение Успенской церкви монастыря.

## Настоятельницы
- игумения Евфросиния (Кирикович) 1631 г.[3]
- игумения Мелания Ерчакова (1654; 1655 г.)
- игумения Ираида (Куракина) 1667 г.[3][4]
- игумения Трофимия 1668 г.[3]
- игумения Фотиния 1670 г.[5]
- игумения Магдалина (Косовна) 1703 г.[6]
- игумения Иннокентия (Потемкина) 1722 г.
- игумения Екатерина (Лапицкая) 1748—1752 гг.
- игумения Акилина 1774; 1776 гг.
- игумения Анфиса 1777—1785 гг.
- игумения Елисавета (Корбинова) по 1795 г.[7]
- игумения Мавра (Повкоровская) 1795 г.[7]
- игумения Александра 1796, 1816 гг.
- игумения Капитолина с 1844[7] по 1869 г.
- игумения Максимилла 1877 г.[8]; 1899 — 30.10.1912 гг.
- игумения Серафима 18.9.1887 — 23.09.1899 гг.
- игумения Анастасия (Шопина) 30.10.1912 — 1916 гг.
- игумения Антония (Полуянова) 1996—2008 гг.
- монахиня Манефа (Колачева) 2008—2010 гг.
- монахиня Серафима (Касаева) (И. о.) 2010—2015 гг.
- монахиня Сусанна (Бойко) (И. о.) 11.02.2015 — 18.9.2019 гг.
- игумения Сусанна (Бойко) с 18.9.2019 г.